# コール オブ デューティ ウォーゾーン (2022年のゲーム)
『コール オブ デューティ ウォーゾーン』（英語: Call of Duty: Warzone）は、コール オブ デューティシリーズのバトルロイヤル・ファーストパーソン・シューティングゲーム。Infinity WardおよびRaven softwareによって開発され、2022年11月17日にアクティビジョンから基本プレイ無料で配信された。対応機種はMicrosoft Windows、PlayStation 4、PlayStation 5、Xbox One、Xbox Series X/S。
本作はウォーゾーンの2作目であり、配信当初は『コール オブ デューティ ウォーゾーン 2.0』（英語: Call of Duty: Warzone 2.0）という名称だった。

## 概要
2020年3月に配信された『コール オブ デューティ ウォーゾーン』をリニューアルした後継作であり、また『コール オブ デューティ モダン・ウォーフェアII (2022年のゲーム)』（以下CoD:MWII）、『コール オブ デューティ モダン・ウォーフェアIII (2023年のゲーム)』（CoD:MWIII）、『コール オブ デューティ ブラックオプス 6』（CoD:BO6）、『Call of Duty: Black Ops 7』（CoD:BO7）の独立したアドオンである。本作ではエクストラクションモードの「DMZ」や、ランクシステムの「WARZONEランクプレイ」が導入された。Microsoft Windows版をプレイするには電話番号の登録が必要となる。

## 本編との接続
クロスプログレッション機能に対応しており、『CoD:MWII』、『CoD:MWIII』、『コール オブ デューティ ウォーゾーン モバイル』、『CoD:BO6』、『CoD:BO7』と接続される。これらのゲームの銃火器やオペレーター、バトルパスなどが本作に追加され、同じセーブデータを使用することができる。本作を遊ぶためにいずれかのゲームを購入する必要はない。
また接続されるゲームは前作とは異なる。2024年11月14日時点で、メイン武器は136種、サブ武器は26種、近接武器は15種、オペレーターは157名に達する。

## 沿革
2022年
- 11月17日、本作『コール オブ デューティ ウォーゾーン 2.0』が配信。
- 11月17日以降、『CoD:MWII』のシーズンが本作に追加。

2023年
- 6月14日、本作は『Call of Duty: Warzone』に改名。
- 9月21日、前作のサービス終了。
- 12月6日、『CoD:MWIII』の要素が統合され、スライディングやジャンプなどの操作性やバトルパス、プレステージ等がそれに準じるものに変更された。
- 12月6日以降、『CoD:MWIII』のシーズンが本作に追加。

2024年
- 3月21日、『コール オブ デューティ ウォーゾーン モバイル』が配信。
- 11月14日、『CoD:BO6』の要素が統合され、オムニムーブメントやエモートなどが追加。
- 11月14日以降、『CoD:BO6』のシーズンが本作に追加。

2025年
- 5月20日、『コール オブ デューティ ウォーゾーン モバイル』がサービス終了。

## ゲームモード

### バトルロイヤル
最大150人のソロ、デュオ、トリオ、最大152人のクアッドで行われるバトルロイヤルゲームである。各プレイヤーは耐久力が上がる「アーマープレート」を装備する。前作と同様に、自分で作成した「カスタムロードアウト」が登場する。空中投下などからカスタムロードアウトを入手すれば現地調達した敵より優位に立てる。
マップ内にクリアすると多額のキャッシュを入手できる「契約」があり、AI戦闘員が守る「要塞」を攻略してカスタムロードアウトを入手できる。ショップでは「キルストリーク」やカスタムロードアウトの「メイン武器」を購入できる。中盤あたりから安全地帯が2個、3個に分裂される可能性があり、再びひとつに統合される。
倒されると一度のみ「強制収容所」（英語: Gulag）に送られ、プレイヤーとの2対2に勝利するとリスポーンができる。強制収容所で敗北しても、生存者がショップで倒されたチームメイトを買い戻したり、「ランナー」（Most Wanted）の契約をクリアすることでチームメイト全員を復活できる。ゲーム後半のイベントで脱獄のチャンスが到来すれば、倒された全てのプレイヤーが復活する。
バトルロイヤルゲーム内にはシークレットミッションがあり、5連続で勝利するとミッションへの挑戦権を得られる。挑戦権を得た状態で通常マッチに参加するとチャンピオンズクエスト契約に挑戦できる。チャンピオンズクエスト契約ではマップ内にランダムで存在するベリリウム（Be）プルトニウム（Pu）トリチウム（T）を30分以内に入手しボムサイトに設置することで、マップ全域に影響を与える核爆弾を落とすことができる。核爆弾が落下したマッチは強制的に終了となり、落としたパーティが勝利する。
チャンピオンズクエスト契約に成功すると武器迷彩「BRASS TACKS」、オペレータースキン「幻影」、コーリングカード「クエストニューク」を入手することが出来る。この報酬はシーズン毎に変更される。

### DMZ
最大66人のトリオで行われるPvPvEのエクストラクションモード。オープンワールドとなったアル・マズラに降り立ち、任務やアイテム集め、戦闘などの目標をプレイヤーが決定し、制限時間内にヘリで脱出する。生還できないと持ち込んだものを含めてアイテムをすべて失う。銃火器は自身でカスタマイズした保証武器かDMZで回収した密輸武器から選択する。2023年12月の『CoD:MWIII』シーズン01以降はWZ2.0から切り離され、『CoD:MWII』の一部として扱われるようになるためクロスプログレッション非対応となる。

### リサージェンス
リサージェンス（英語: Resurgence）は、前作で登場したガンファイト主体のバトルロイヤルモード。スクワッドメンバーが生き残っている限り、タイマーカウントの後にリスポーンが可能。デュオ、トリオ、クアッド、ソロに対応。2023年2月に追加。

### プランダー
プランダー（英語: Plunder）は、前作で登場したスクワッドでキャッシュを集めるモード。武器の試用やレベル上げに最適。2023年6月頃に追加。

### その他のゲームルール
- サードパーソンプレイリスト - サードパーソンで行われるバトルロイヤルモード[20][28]。
- Warzoneカップ - 2022年12月15日～12月24日に開催された期間限定モードで、3人2チームで車両に乗ってサッカーをする[29]。
- WARZONEランクプレイ - トリオのバトルロイヤルで行われる競技モード。開発はTreyarchとRaven Software[11]。2023年5月に追加[30]。
- シャドウシージ - 2023年8月18日から8月22日に開催された期間限定モードで、次回作『CoD:MWIII』公開イベント。4人8チームで行うPvEで、コンニグループに占拠されたザヤオブザーバトリーに隠されたガスキャニスターを回収する[31]。
- バトルロイヤル カジュアル - 28人のプレイヤーと120人のBotによるバトルロイヤル[32]。2025年4月3日に追加。
- リサージェンス カジュアル - 12人のプレイヤーと32人のBotによるリサージェンス。2025年7月3日に追加[33]。

## マップ

### バトルロイヤル
| 番 | マップ                      | 説明 | 実装       |
| -- | --------------------------- | --- | ---------- |
| 1  | アル・マズラ（Al Mazrah）   | バトルロイヤルとDMZの戦場となる西アジアに位置するアダル共和国の首都アル・マズラとその郊外である。『CoD:MWII』のキャンペーンミッションに登場し、マルチプレイヤーのマップである「アル・バグラ・フォートレス」、「エンバシー」、「ザルクワ・ハイドロエレクトリック」、「タラク」（コアマップおよびバトルマップ）、「サリフベイ」、「サイード」がある。 | 2022年11月 |
| 2  | ヴォンデル（Vondel）        | オランダの都市。DMZで最大18人、リサージェンスで最大72人がプレイ可能。 | 2023年6月  |
| 3  | ウルジクスタン（Urzikstan） | 中東の都市。 | 2024年1月  |
| 4  | ヴェルダンスク（Verdansk）  | 東欧の都市。前作における最初のマップをリメイク。 | 2025年4月  |

### リサージェンス
| 番 | マップ                               | 説明 | 実装       |
| -- | ------------------------------------ | --- | ---------- |
| 1  | アシカアイランド（Ashika Island）    | アジア太平洋にある非公開の島。日本がテーマ。アシカアイランドで倒されるとドッグタッグを落とす。それをリスポーンした自分か味方が回収すると「名誉」を回復し効果を得る。 | 2023年2月  |
| 2  | フォーチュンキープ（Fortune's Keep） | 地中海の島。前作のリメイクマップ。 | 2024年2月  |
| 3  | リバースアイランド（Rebirth Island） | ヴォズロジデニヤ島。前作のリメイクマップ。 | 2024年4月  |
| 4  | エリア99（Area 99）                  | アメリカネバダ州の砂漠にある実験施設。 | 2024年11月 |

### その他
| 番 | マップ                                        | 説明                                                                      | 実装       |
| -- | --------------------------------------------- | ------------------------------------------------------------------------- | ---------- |
| 1  | ビルディング21（Building 21）                 | DMZに登場する謎の生物学研究所。潜入するにはアクセス用のキーカードが必要。 | 2022年12月 |
| 2  | コシチェイ・コンプレックス（Koschei Complex） | DMZに登場するアル・マズラの地下施設。                                     | 2023年5月  |

## 反応

### ダウンロード数
| 期間   | アメリカ、カナダ | 日本 | 出典   |
| ------ | ---------------- | ---- | ------ |
| 2022年 | 3位              | 10位 | [ 51 ] |
| 2023年 | 3位              | 5位  | [ 52 ] |
| 2024年 | 4位              | －   | [ 53 ] |